# Gordon Sheer
Gordon Sheer –conocido como Gordy Sheer– (White Plains, 9 de junio de 1971) es un deportista estadounidense que compitió en luge en la modalidad doble.
Participó en tres Juegos Olímpicos de Invierno, entre los años 1992 y 1998, obteniendo una medalla de plata en Nagano 1998, en la prueba doble (junto con Christopher Thorpe).
Ganó dos medallas de plata en el Campeonato Mundial de Luge, en los años 1995 y 1996.

## Palmarés internacional
| Juegos Olímpicos   | Juegos Olímpicos      | Juegos Olímpicos | Juegos Olímpicos |
| Año                | Lugar                 | Medalla          | Prueba           |
| ------------------ | --------------------- | ---------------- | ---------------- |
| 1998               | Nagano (Japón)        | Medalla de plata | Doble            |
| Campeonato Mundial |                       |                  |                  |
| Año                | Lugar                 | Medalla          | Prueba           |
| 1995               | Lillehammer (Noruega) | Medalla de plata | Doble            |
| 1996               | Altenberg (Alemania)  | Medalla de plata | Doble            |